# Forever Man (álbum)
Forever Man es un álbum recopilatorio del músico británico Eric Clapton, publicado por la compañía discográfica Reprise Records el 28 de abril de 2015. El recopilatorio, que conmemora el 70.º cumpleaños de Clapton, incluyó 51 canciones divididas en tres CD, uno con temas de estudio, otro con grabaciones en directo y un tercer disco con canciones de blues. Forever Man fue publicado en varios formatos: dos ediciones en CD, una deluxe de tres discos y una reducida de dos; una edición en vinilo y una edición digital.
El primer día tras el anuncio del lanzamiento, fueron reservadas 37 000 copias de Forever Man solo en los Estados Unidos. Tras sumar las compras realizadas en preventa, Forever Man alcanzó la décima posición en la lista de preventas en los Estados Unidos. Entre el anuncio y el lanzamiento oficial del álbum el 28 de abril, fueron reservadas más de 151 000 copias en preventa. Tras su publicación, Forever Man alcanzó el top 10 en países como Alemania, Hungría, República Checa y Reino Unido.

## Recepción
La página Allmusic definió Forever Man como el recopilatorio de Clapton «más extensivo de lejos». No obstante, critican el orden de las canciones al comentar que «tienen sentido en el papel, pero son un poco extraños en la práctica, con las selecciones de estudio saltando entre épocas y los temas en directo pesados en nuevas selecciones del milenio». A pesar de definirlo como «difícilmente una colección fallida», Allmusic termina su reseña comentando que «ofrece una gran cantidad de inversión por el dinero».

## Lista de canciones
| Disco 1 – Studio |                                         |                                                     |                                          |          |  |
| N.º              | Título                                  | Escritor(es)                                        | Álbum original                           | Duración |  |
| 1.               | «Gotta Get Over» (con Chaka Khan)       | Doyle Bramhall II, Justin Stanley, Nikka Costa      | Old Sock                                 | 4:36     |  |
| 2.               | «I've Got a Rock 'n' Roll Heart»        | Tony Seals, Troy Seals, Steve Diamond, Eddie Setser | Money and Cigarettes                     | 3:14     |  |
| 3.               | «Run Back to Your Side»                 | Bramhall, Eric Clapton                              | Clapton                                  | 5:16     |  |
| 4.               | «Tears in Heaven»                       | Clapton, Will Jennings                              | Rush                                     | 4:32     |  |
| 5.               | «Call Me the Breeze»                    | J.J. Cale                                           | The Breeze: An Appreciation of J.J. Cale | 3:04     |  |
| 6.               | «Forever Man»                           | Jerry Lynn Williams                                 | Behind the Sun                           | 3:12     |  |
| 7.               | «Believe in Life»                       | Clapton                                             | Reptile                                  | 5:05     |  |
| 8.               | «Bad Love»                              | Clapton, Mick Jones                                 | Journeyman                               | 5:09     |  |
| 9.               | «My Father's Eyes»                      | Clapton                                             | Pilgrim                                  | 5:23     |  |
| 10.              | «Anyway the Wind Blows» (con J.J. Cale) | Cale                                                | The Road to Escondido                    | 3:56     |  |
| 11.              | «Travelin' Alone»                       | Lil' Son Jackson                                    | Clapton                                  | 3:55     |  |
| 12.              | «Change the World»                      | Tommy Sims, Gordon Kennedy, Wayne Kirkpatrick       | Phenomenon                               | 3:54     |  |
| 13.              | «Behind the Mask»                       | Ryuichi Sakamoto, Chris Mosdell, Michael Jackson    | August                                   | 4:47     |  |
| 14.              | «It's in the Way That You Use It»       | Clapton, Robbie Robertson                           | August                                   | 4:12     |  |
| 15.              | «Pretending»                            | Williams                                            | Journeyman                               | 4:42     |  |
| 16.              | «Riding with the King» (con B.B. King)  | John Hiatt                                          | Riding with the King                     | 4:23     |  |
| 17.              | «Circus»                                | Clapton                                             | Pilgrim                                  | 4:09     |  |
| 18.              | «Revolution»                            | Clapton, Simon Climie                               | Back Home                                | 4:00     |  |

| Disco 2 – Live |                                             |                                 |                                 |          |  |
| N.º            | Título                                      | Escritor(es)                    | Álbum original                  | Duración |  |
| 1.             | «Badge»                                     | Clapton, George Harrison        | 24 Nights                       | 6:53     |  |
| 2.             | «Sunshine of Your Love»                     | Jack Bruce, Pete Brown, Clapton | 24 Nights                       | 8:51     |  |
| 3.             | «White Room»                                | Bruce, Brown                    | 24 Nights                       | 6:06     |  |
| 4.             | «Wonderful Tonight»                         | Clapton                         | 24 Nights                       | 8:59     |  |
| 5.             | «Worried Life Blues»                        | Big Maceo Merriweather          | 24 Nights                       | 5:17     |  |
| 6.             | «Cocaine»                                   | Cale                            | 24 Nights Bootleg               | 5:05     |  |
| 7.             | «Layla»                                     | Clapton, Jim Gordon             | Unplugged                       | 4:29     |  |
| 8.             | «Nobody Knows You When You're Down and Out» | Jimmy Cox                       | Unplugged                       | 3:50     |  |
| 9.             | «Walkin’ Blues»                             | Robert Johnson                  | Unplugged                       | 3:43     |  |
| 10.            | «Them Changes» (con Steve Winwood)          | Buddy Miles                     | Live from Madison Square Garden | 4:58     |  |
| 11.            | «Presence of the Lord» (con Steve Winwood)  | Clapton                         | Live from Madison Square Garden | 5:11     |  |
| 12.            | «Hoochie Coochie Man»                       | Willie Dixon                    | One More Car, One More Rider    | 4:34     |  |
| 13.            | «Goin' Down Slow»                           | St. Louis Jimmy Oden            | One More Car, One More Rider    | 5:41     |  |
| 14.            | «Over the Rainbow»                          | Harold Arlen, E.Y. Harburg      | One More Car, One More Rider    | 5:13     |  |

| Disco 3 – Blues |                                          |                                 |                       |          |  |
| N.º             | Título                                   | Escritor(es)                    | Álbum original        | Duración |  |
| 1.              | «Before You Accuse Me»                   | Bo Diddley                      | Journeyman            | 3:57     |  |
| 2.              | «Last Fair Deal Gone Down»               | Johnson                         | Me and Mr. Johnson    | 2:34     |  |
| 3.              | «Hold On, I'm Comin'» (con B.B. King)    | Issac Hayes, David Porter       | Riding with the King  | 6:19     |  |
| 4.              | «Terraplane Blues»                       | Johnson                         | Sessions for Robert J | 3:36     |  |
| 5.              | «It Hurts Me Too»                        | Tampa Red                       | From the Cradle       | 3:18     |  |
| 6.              | «Little Queen of Spades»                 | Johnson                         | Me and Mr. Johnson    | 4:58     |  |
| 7.              | «Third Degree»                           | Eddie Boyd, Dixon               | From the Cradle       | 5:10     |  |
| 8.              | «Motherless Child»                       | Robert Hicks                    | From the Cradle       | 2:56     |  |
| 9.              | «Sportin' Life Blues» (con J.J. Cale)    | Brownie McGhee                  | The Road to Escondido | 3:31     |  |
| 10.             | «Ramblin' On My Mind»                    | Johnson                         | Sessions for Robert J | 2:43     |  |
| 11.             | «Stop Breakin' Down Blues»               | Johnson                         | Me and Mr. Johnson    | 2:30     |  |
| 12.             | «Everybody Oughta Make a Change»         | Sleepy John Estes               | Money and Cigarettes  | 3:17     |  |
| 13.             | «Sweet Home Chicago»                     | Johnson                         | Sessions for Robert J | 5:16     |  |
| 14.             | «If I Had Possession Over Judgement Day» | Johnson                         | Me and Mr. Johnson    | 3:27     |  |
| 15.             | «Hard Times Blues»                       | Lane Hardin                     | Clapton               | 3:42     |  |
| 16.             | «Got You on My Mind»                     | Joe Thomas, Howard Briggs       | Reptile               | 4:30     |  |
| 17.             | «I'm Tore Down»                          | Sonny Thompson                  | From the Cradle       | 3:03     |  |
| 18.             | «Milkcow's Calf Blues»                   | Johnson                         | Sessions for Robert J | 3:49     |  |
| 19.             | «Key to the Highway» (con B.B. King)     | Big Bill Broonzy, Charlie Segar | Riding with the King  | 3:39     |  |

## Posición en listas
| Lista (2016)                               | Posición |
| ------------------------------------------ | -------- |
| Alemania (Media Control Charts)            | 4        |
| Australia (ARIA)                           | 62       |
| Austria (Ö3 Austria)                       | 22       |
| Bélgica (Ultratop flamenca)                | 21       |
| Bélgica (Ultratop valona)                  | 12       |
| Corea del Sur (GAON)                       | 11       |
| Croacia (IFPI)                             | 1        |
| Escocia (OCC)                              | 9        |
| España (PROMUSICAE)                        | 18       |
| Estados Unidos (Billboard 200)             | 48       |
| Estados Unidos Top Album Sales (Billboard) | 26       |
| Estados Unidos (Top Rock Albums)           | 5        |
| Estados Unidos (Top Tastemaker Albums)     | 15       |
| Grecia (IFPI)                              | 24       |
| Francia (SNEP)                             | 71       |
| Hungría (MAHASZ)                           | 5        |
| Italia (FIMI)                              | 18       |
| India (IMI)                                | 30       |
| Irlanda (IRMA)                             | 23       |
| Japón (Oricon)                             | 8        |
| México (AMPROFON)                          | 78       |
| Países Bajos (Album Top 100)               | 16       |
| Nueva Zelanda (Recorded Music NZ)          | 37       |
| Noruega (VG-lista)                         | 38       |
| Portugal (AFP)                             | 12       |
| República Checa (IFPI ČNS Top 100)         | 5        |
| Reino Unido (OCC)                          | 7        |
| Reino Unido (UK Albums Chart)              | 8        |
| Reino Unido (UK Album Downloads)           | 48       |
| Suecia (Sverigetopplistan)                 | 46       |
| Suiza (Schweizer Hitparade)                | 7        |